# Mel Batty
Mel Batty (eigentlich Melvyn Richard Batty; * 9. April 1940; † 29. August 2011) war ein britischer Langstreckenläufer.
1962 gewann er Bronze beim Cross der Nationen und wurde Dritter bei der Englischen Meisterschaft im Marathon. Bei den British Empire and Commonwealth Games in Perth wurde er für England startend Sechster über sechs Meilen und Fünfter im Marathon.
1964 wurde er Achter beim Polytechnic Marathon, und 1965 holte er zeitgleich mit dem Sieger Jean Fayolle Silber beim Cross der Nationen.
Je zweimal wurde er Englischer Meister im Zehn-Meilen-Bahnlauf (1963, 1964) und im Crosslauf (1964, 1965).
Der Marathonläufer Eamonn Martin wurde von ihm trainiert.

## Persönliche Bestzeiten
- 5000 m: 14:06,6 min, 5. Oktober 1963, Birmingham
- 10.000 m: 29:01,0 min, 13. September 1963, London
- 10 Meilen (Bahn): 47:26,8 min, 11. April 1964, London (ehemaliger Weltrekord)
- Marathon: 2:21:30 h, 13. Juni 1964, Chiswick